# Yibin
Yibin (Forenklet kinesisk: 宜宾; traditionel kinesisk: 宜賓; pinyin: Yíbīn, tidligere Suibu) er en by på præfekturniveau i provinsen Sichuan i det vestlige Kina. Det har et areal på 13.283 km² og en befolkning på omkring 5.270.000 mennesker (2007).

## Administrative enheder
Bypræfekturet Yibin har jurisdiktion over et distrikt (区 qū) og 9 amter (县 xiàn).
| Kort            | Kort      | Kort   | Kort           | Kort                   | Kort        | Kort      |
| --------------- | --------- | ------ | -------------- | ---------------------- | ----------- | --------- |
| Kort over Yibin |           |        |                |                        |             |           |
| #               | Navn      | Hanzi  | Pinyin         | Befolkning (2004 est.) | Areal (km²) | Indb./km² |
| Distrikter      |           |        |                |                        |             |           |
| 1               | Cuiping   | 翠屏区 | Cuìpíng Qū     | 780.000                | 1.123       | 695       |
| Amter           |           |        |                |                        |             |           |
| 2               | Yibin     | 宜宾县 | Yíbīn Xiàn     | 980.000                | 3.034       | 323       |
| 3               | Nanxi     | 南溪县 | Nánxī Xiàn     | 410.000                | 704         | 582       |
| 4               | Jiang'an  | 江安县 | Jiāng'ān Xiàn  | 540.000                | 910         | 593       |
| 5               | Changning | 长宁县 | Chángníng Xiàn | 430.000                | 975         | 441       |
| 6               | Gao       | 高县   | Gāo Xiàn       | 500.000                | 1.323       | 378       |
| 7               | Junlian   | 筠连县 | Jūnlián Xiàn   | 390.000                | 1.254       | 311       |
| 8               | Gong      | 珙县   | Gǒng Xiàn      | 420.000                | 1.150       | 365       |
| 9               | Xingwen   | 兴文县 | Xīngwén Xiàn   | 440.000                | 1.373       | 320       |
| 10              | Pingshan  | 屏山县 | Píngshān Xiàn  | 290.000                | 1.437       | 202       |

## Kulturminder
De gamle bygninger på Zhenwu Shan (taoististiske templer fra Ming-dynastiet, og andet) (真武山古建筑群, Zhenwǔshān gǔ jiànzhùqún), Huangsan-klippegravene (黄伞崖墓群, Huángsǎn yámùqún), Shichengshan-klippegravene fra Song- til Ming-tiden (石城山崖墓群, Shíchéng shān yámùqún), Xuanluo-hallen (旋螺殿, Xuánluó diàn) og det tidligere sæde for det kinesiske arkitekturselskab (中国营造学社旧址, Zhōngguó yíngzào xuéshè jiùzhǐ) er opført på Folkerepublikken Kinas liste over kulturminder.
28°46′N 104°37′Ø / 28.767°N 104.617°Ø